# Смілець
Смілець (болг. Смилец, ?—1298) — болгарський цар у 1292–1298 роках.

## Життєпис
Смілець та його брати Радослав та Войсил були великими землевласниками, однак про їхнє походження нічого не відомо. 1292 року після втечі царя Георгія I Тертера, Смілець за підтримки хана Ногая зайняв болгарський престол. Вже бувши царем, 1292 року одружився з дочкою візантійського севастократора Костянтина Палеолога.
1296 або 1297 року Смілець видав заміж свою дочку Феодору за майбутнього сербського короля Стефана III.
За царювання Смільця татари продовжували здійснювати набіги на Болгарію.
1298 року, після початку вторгнення Чаки до Болгарії, згадки про Смільця припинились. Можливо, його було вбито за наказом Чаки чи ж під час бою з військами Чаки.
Після смерті Смільця престол перейшов до його малолітнього сина Івана Смільця, регентом при якому стала вдова Смільця - Смільцена Палеологиня. Тож фактично Іван Смілець не правив, а 1299 року престол зайняв Чака, змусивши Смільцену та її сина Івана втекли з Тирново.